# Aulonothroscus validus
Aulonothroscus validus är en skalbaggsart som först beskrevs av Leconte 1868.  Aulonothroscus validus ingår i släktet Aulonothroscus och familjen småknäppare. Inga underarter finns listade i Catalogue of Life.